# Mohamed Taieb Ahmed
El Nene (Ceuta, 1975), a Espanya conegut com a Mohamed Taieb Ahmed i al Marroc com Mohamed El Ouazzani, va ser un dels majors narcotraficants del món i en conseqüència, dels més buscats per les forces policials per tràfic de drogues. La seva fortuna es va estimar en prop dels 30 milions d'euros.